# 彼得斯堡 (喬治亞州)
彼得斯堡（英語：Petersburg）是位於美國喬治亞州艾伯特縣的一個鬼鎮。由於此地已於1855年被荒廢，本地已無人居住。

## 地理
彼得斯堡的座標為33°57′48″N 82°34′13″W / 33.96333°N 82.57028°W，而該地的平均海拔高度為228米（即748英尺）。